# 林亨泰
林亨泰（1924年12月11日—2023年9月23日），彰化縣北斗鎮人。曾為台灣詩壇「現代派」成員之一。後來成為笠诗社发起人之一，也是笠詩社首任主编。为「跨越语言的一代」诗人、诗评论家。

## 生平
林亨泰於大正13年（1924年）出生於台中州北斗郡，昭和6年（1931年）入北斗公學校，12年畢業。昭和14年（1939年）二年高等科畢業後，考入私立台北中學校（今泰北高中），至18年放棄中學為止。林亨泰早在日治時期即有作品，1941年嘗試創作新詩；戰後，1946年，考入台灣省立師範學院（今國立台灣師範大學）。就讀師範學院期間，1947年在朱實介紹之下加入了文學社團「銀鈴會」，且參加校內「台語戲劇社」、「龍安文藝社」，並於《台灣新生報》「橋副刊」、銀鈴會同人誌《潮流》等園地發表詩文。1949年出版第1本詩集《靈魂の產聲》（靈魂的產聲）。
銀鈴會，在1942年由台中一中學生張彥勳、朱實、許清世三人發起成立，出版油印刊物《緣草》，至1947年暫時停刊，共出十幾期，1948年以《潮流》復刊，《潮流》既登載中文詩，也登載日文詩。林亨泰當時即有不少作品出現，並且也跟台灣著名文豪楊逵認識，據林亨泰回憶他回台中時總是會去拜訪楊逵住所。然而1949年台灣師院捲入「四六事件」，銀鈴會也被迫中止。成員也有人被處死，在這種環境下，林亨泰回台中之時，親眼在台中火車站目睹了楊逵被捕。不久林亨泰本人也遭受居留審訊，而斷絕了他的寫作之路，直到1953年林亨泰與紀弦通訊。
1950年林亨泰自台灣師院畢業後，曾任教於彰化北斗中學、彰化高工等校。再與紀弦等人接觸之後，又加上林亨泰早期曾受日本現代主義思潮影響，促使林亨泰1956年參加紀弦主導的「現代派」。1964年林亨泰與文友共同發起成立「笠詩社」，並成為《笠》詩刊首任主编。之後林即致力於「時代性」與「本土化」。70年代時曾因慢性腎炎一度擱筆，至80年代復出。1974年退休後，陸續於中國醫藥學院、台中商專等校講授日文。1987年加入台灣筆會。2017年「支持調降文言文比例，強化台灣新文學教材」共同發起人。
林亨泰主要創作文類為新詩、論述。1984年獲《創世紀》詩論評獎，1992年獲榮後文化基金會第2屆「榮後台灣詩獎」，1993年獲自立報系主辦第15屆鹽分地帶文藝營「台灣新文學貢獻獎」，1999年獲彰化縣文化局第1屆「磺溪文學獎」特別貢獻獎，2001年獲真理大學第5屆台灣文學家牛津獎，2004年獲國家文化藝術基金會第8屆「國家文藝獎」。2017年榮獲第40屆吳三連獎的文學獎。

## 文學評價
林亨泰曾以〈走過現代．定位鄉土〉詮釋自己的文學生活，可見探討其文學除了從較為人關注的「現代主義」角度觀察外，也應連結「鄉土」、「本土」甚至「台灣意識」。學者呂興昌稱：林亨泰「走過現代、定位鄉（本）土」，以「世界性眼光」用詩見證「台灣的光榮與卑瑣、美麗與哀愁」，「以精簡銳利的筆觸」進行論述，成績相當可觀。林亨泰「詩創作的開風氣之先」、「詩論的鑽研與詩史的鉤沉」，「始於批判、走過現代、定位本土」，正是台灣詩史走向的縮影。同屬笠詩社同仁的詩人李魁賢則稱：林亨泰作為現代主義信奉者，「以詩作實踐和示範，也以論文鼓舞和辯解」，其「給台灣的詩學建立許多資產」。

## 家庭
其女林巾力為現任國立臺灣師範大學臺灣語文學系教授、前任國立臺灣文學館館長。

## 著作

### 詩
- 《靈魂の產聲》（日文，銀鈴會編輯部，1949年）
- 《長的咽喉》（新光書局，1955年）
- 《林亨泰詩集》（銀鈴會編輯部，1984年）
- 《爪痕集》（笠詩刊社，1986年）
- 《跨不過的歷史》（尚書文化出版社，1990年）
- 《生命之歌：林亨泰中日文詩集》（林巾力譯，晨星出版社，2009年）

### 論述
- 《現代詩的基本精神——論真摯性》（笠詩社，1968年）
- 《找尋現代詩的原點》（彰化縣立文化中心，1994年）

### 合集
- 《見者之言》（彰化縣立文化中心，1993年）
- 《林亨泰全集》（共10冊，彰化縣立文化中心，1998）

## 資料來源
1. ↑  向陽，〈三種語言交響的詩篇〉，《文學@台灣》，台南：國立台灣文學館，2008年，頁121。
2. ↑  呂興昌選編，〈文學年表〉，《臺灣現當代作家研究資料彙編22：林亨泰》，台南：國立台灣文學館，2012年，頁45-80。
3. ↑  自由時報. . 自由時報. 2017年9月6日  [2023-06-08]. （原始内容存档于2017年9月11日） （中文）.
4. ↑  楊明怡. . 自由時報. 2017-10-31  [2017-12-06]. （原始内容存档于2018-12-05）.
5. ↑  周華斌，《詩詠不滅：林亨泰居贈展展覽圖錄》，台南：國立臺灣文學館，2019年，頁8。
6. ↑  呂興昌，〈編者序〉，《林亨泰全集》（共10冊），彰化縣立文化中心，1998年，無頁碼。
7. ↑  呂興昌，〈林亨泰研究評論〉，呂興昌選編，《臺灣現當代作家研究資料彙編22：林亨泰》，台南：國立台灣文學館，2012年，頁83-84。
8. ↑  李魁賢，專題演講〈林亨泰的典型〉，《福爾摩沙詩哲：林亨泰文學會議論文集》，彰化縣文化局，2002年，頁22。
9. ↑  黃資婷. . OpenBook閱讀誌. 2022年11月10日  [2023-12-21]. （原始内容存档于2023年12月21日） （中文）.